# Татомирешти (Долж)
Татомирешти (рум. Tatomirești) насеље је у Румунији у округу Долж у општини Брадешти. Oпштина се налази на надморској висини од 162 m.

## Становништво
Према подацима из 2002. године у насељу је живело 1032 становника, од којих су сви румунске националности.